# رخشانه
حمیده اصیل با نام هنری رُخشانه (زادهٔ حدود ۱۹۴۰–۲۰ دسامبر ۲۰۲۰) خواننده اهل افغانستان بود. از او به عنوان یکی از نخستین خوانندگان زن افغانستان نام برده می‌شود. رخشانه در دهه‌های ۱۳۴۰ و ۱۳۵۰ شهرت یافت.

## زندگی
رخشانه با نام اصلی حمیده در کابل متولد شد. او دختر اصیل خان وزیری، یک ژنرال چهار ستاره در ارتش افغانستان بود. او عضو قبیلهٔ وزیر از قبایل پشتون بود. خانواده آن‌ها اصالتاً اهل بخش‌های جنوبی افغانستان بود که بعدها به کابل مهاجرت کردند. او به عنوان اولین زن افغان شناخته می‌شود که چادر را برای دنبال کردن شغل خود کنار گذاشت. او برای خانوادهٔ سلطنتی، افراد مشهور (به عنوان مثال شاه ایران، گاندی، لنس آرمسترانگ) و چند فیلم خوانندگی کرد.
در اوج محبوبیت او در دهه‌های ۱۳۴۰ و ۱۳۵۰، پوسترهای رخشانه به‌طور گسترده در کابل توزیع می‌شد و عکس‌های او بر روی جلدهای بیشماری از تقویم‌ها و مجلات بود. او نسبت به خوانندگان دیگر پرطرفدار بود، چرا که او دو زبانه بود و می‌توانست صدایش را به بخش بزرگتری از جامعه افغانستان برساند. او در سال ۲۰۰۸ پس از سالها با بی‌بی‌سی لندن مصاحبه کرد و اجازه داد تا عکس‌های او در یک روزنامه چاپ شوند.
رخشانه همراه با خانواده اش در دهه ۱۳۶۰ از افغانستان به آمریکا مهاجرت کرد و فعالیت موسیقی و فرهنگی را کنار گذاشت. او پیش از مرگش در سیمی ولی، کالیفرنیا اقامت داشت. او در ۲۰ دسامبر ۲۰۲۰ درگذشت.

## ترانه‌ها
او به پشتو، زبان مادریش و زبان دری ترانه می‌خواند. نخستین ترانهٔ او «ای دلستانم، آرام جانم، بشنو دمی آه و فغانم» بود که از رادیو کابل پخش شد. بعدها ترانهٔ «چشم سیاه داری قربانت شوم من» را خواند که نه تنها در افغانستان، بلکه در ایران و تاجیکستان نیز معروف شد. احمد ظاهر بعدها این آهنگ را بازخوانی کرد.